# شهرك إيغدر
شهرك إيغدر (بالفارسية: شهرک ایگدر) هي قرية تقع في Hasanabad District في إيران. يقدر عدد سكانها بـ 377 نسمة بحسب إحصاء 2016.